# Chroodiscus anomalus
Chroodiscus anomalus är en lavart som beskrevs av Vezda. Chroodiscus anomalus ingår i släktet Chroodiscus och familjen Graphidaceae.   Inga underarter finns listade i Catalogue of Life.